# Hans-Jürgen Heise
Hans-Jürgen Heise (Bublitz, 6 de julio de 1930 - Kiel, 13 de noviembre de 2013) fue un escritor y poeta alemán.

## Biografía
Hans-Jürgen Scheller nació en Bublitz, Pomerania, (moderna Bobolice, Polonia). Su familia se trasladó a Berlín cuando aún era un niño pero volvió a Bublitz por el Bombardeo de Berlín durante la Segunda Guerra Mundial. En 1945 Heise y su familia fueron expulsados de Pomerania. Comenzó a trabajar como periodista en Berlín y posteriormente se convirtió en lector de la Universidad de Kiel
Hans-Jürgen Heise murió en Kiel.

## Publicaciones
- Vorboten einer neuen Steppe, 1961
- Wegloser Traum, 1964
- Worte aus der Zentrifuge, 1966
- Ein bewohnbares Haus, 1968
- Küstenwind, 1969
- Uhrenvergleich, 1971
- Underseas Possessions, 1972
- Das Profil unter der Maske (Essays), 1974
- Meine kleine Freundin Schizophrenia, 1981
- Bilder und Klänge aus al-Andalus. Höhepunkte spanischer Literatur und Kunst. (Ensayo), 1986
- Der Macho und der Kampfhahn. Unterwegs in Spanien und Lateinamerika. (Reisebericht), 1987
- Die zweite Entdeckung Amerikas. Annäherungen an die Literatur des lateinamerikanischen Subkontinents (Ensayo), 1987
- Ein Galgen für den Dichter. Stichworte zur Lyrik (Ensayo), 1990
- Katzen fallen auf die Beine (Kurzprosa), 1993
- Zwischenhoch, 1997
- Ein Fax von Basho, 2000
- Wenn das Blech als Trompete aufwacht. Schlüsselfiguren der Moderne (Ensayo), 2000
- Die Zeit kriegt Zifferblatt und Zeiger. Autobiografische Stationen und ein verschattetes Reiseziel, 2003
- Das Zyklopenauge der Vernunft, 2005

## Premios
- Premio Andreas Gryphius, 1973 y 1994
- Kulturpreis de la Ciudad de Kiel, 1974
- Premio Malta Cultural, 1976)
- "kultur aktuell", 1988
- invitado honorario de Villa Massimo, 1989
- Premio Cultural de Pomerania, 1993
- Kunstpreis del land de Schleswig-Holstein, 2002